# Moravské přemyslovské úděly
Moravské přemyslovské úděly je označení historických území na Moravě, kde v 11. a 12. století vládla knížata z rodu Přemyslovců. Stabilně existovaly tři úděly: olomoucký, brněnský a znojemský.

## Brněnský, znojemský a olomoucký úděl
Na konci svého života určil roku 1055 kníže Břetislav I., že nejstarší člen rodu Přemyslovců bude vládnout z Prahy celé zemi (tzv. seniorát), jeho druhý syn se stane biskupem a nejmladší synové dostanou území na Moravě. Břetislavův nástupce Spytihněv II. se toto rozdělení státu pokusil zrušit, ale jednotliví Přemyslovci založili vlastní větve dynastie. Po definitivním rozdělení Moravy roku 1061 Vratislavem II. se postupně vytvořily tři celky – brněnský úděl, znojemský úděl a olomoucký úděl, kde měli dědičně vládnout potomci bratrů Vratislava II. (Konráda I. Brněnského a Oty Olomouckého). Čeští panovníci do poměrů v údělech často zasahovali, zbavovali jejich vládce moci a dosazovali své chráněnce nebo vládli přímo oni sami z titulu českého knížete. Přesto se i mnozí moravští Přemyslovci prosadili. 
Olomoucko zaujímalo prostor u hranic s Uhrami, kde plnilo úlohu ochrany státu před napadením z východu. Šlo o zdaleka největší úděl, přičemž hranice s Brněnskem tvořilo zhruba povodí řek Svitavy a Svratky. Z vládců Olomoucka se stal českým knížetem už první údělný kníže Vratislav (1061–1085, král 1085–1092), na pražský knížecí stolec usedl také Svatopluk (1107–1109). 
Brněnsko zpočátku tvořilo spolu se Znojemskem jeden úděl, kde víceméně spolu vládli Konrád a Ota, jenž se později ujal Olomoucka. Z Brněnska byl nejvýznačnější hned první vládce Konrád, který krátce vládl i jako český kníže (1092). Větev brněnských Přemyslovců vymřela na konci 12. století. 
Znojemsko se rozkládalo u hranic s Rakouskem a spolu s Brněnskem plnilo úlohu ochrany státu před napadením z jihu. Zřejmě po smrti Konráda Brněnského v roce 1092 došlo k rozdělení jeho údělu: Konrádův starší syn Oldřich získal Brněnsko, mladší Litold Znojemsko. Ze znojemských Přemyslovců se stal českým knížetem Konrád Ota (1182 a 1189–1191), v mezidobí moravský markrabě. Znojemská větev rodu vymřela právě Konrádem Otou v roce 1191.

## Seznam vládců brněnského údělu
| #  | jméno                | vláda                 | poznámky |
| -- | -------------------- | --------------------- | --- |
| 1  | Ota I. Olomoucký     | 1055–1056             | Syn knížete Břetislava I.                                                                                       |
| 2  | Konrád I. Brněnský   | 1055–1056, 1061–1092  | Syn knížete Břetislava I. Spytihněv II. ho povolal ke dvoru a zrušil úděly. Vratislav II. vrátil bratrům úděly. |
| 3  | Oldřich Brněnský     | 1092–1099, 1101–1113  | Syn Konráda I. Uprchl před Břetislavem II. Poté se do svého údělu vrátil.                                       |
| 4  | Bořivoj              | 1099–1100             | Bratr Břetislava II., ten ho pověřil správou Moravy. Budoucí kníže.                                             |
| 5  | Soběslav I.          | 1115–1123             | Syn krále Vratislava II., budoucí český kníže.                                                                  |
| 6  | Ota II. Olomoucký    | 1123–1125             | Také kníže olomouckého údělu. Nárokoval si český knížecí stolec, ale zemřel v bitvě u Chlumce.                  |
| 7  | Vratislav Brněnský   | 1125–1129, 1130–1156  | Syn Oldřicha Brněnského.                                                                                        |
| 8  | Konrád II. Znojemský | 1156–1161             | Kníže Vladislav II. mu udělil brněnský úděl.                                                                    |
| 9  | Konrád II. Ota       | 1173–1182             | Také kníže znojemského údělu.                                                                                   |
| 10 | Spytihněv Brněnský   | 1189–1192, 1194–1198? | Syn Vratislava.                                                                                                 |
| 11 | Svatopluk Jemnický   | 1189–1192, 1194–1200? | Syn Vratislava, zřejmě 1189–1192 spoluvládce Spytihněva, 1194–1200? Jemnicko.                                   |

## Seznam vládců znojemského údělu
| # | jméno                | vláda                 | poznámky                                                                |
| - | -------------------- | --------------------- | ----------------------------------------------------------------------- |
| 1 | Litold Znojemský     | 1092–1099, 1101–1112  | Syn Konráda I. Brněnského, rozdělení údělu mezi Konrádovy syny.         |
| 2 | Bořivoj              | 1099–1100             | Bratr Břetislava II., ten ho pověřil správou Moravy. Budoucí kníže.     |
| 3 | Oldřich Brněnský     | 1112–1113             | Litoldův bratr, po jehož smrti úděl zdědil, ale přežil ho jen o rok.    |
| 4 | Soběslav I.          | 1115–1123             | Syn krále Vratislava II., bratr Vladislava I., pozdější kníže.          |
| 5 | Konrád II. Znojemský | 1123–1128, 1134–1161? | Syn Litolda Znojemského, v letech 1128–1134 vězněn knížetem Soběslavem. |
| 6 | Konrád III. Ota      | 1161?–1182            | Syn Konráda II., od roku 1182 markrabě.                                 |

## Seznam vládců olomouckého údělu
| #  | jméno               | vláda                 | poznámky |
| -- | ------------------- | --------------------- | --- |
| 1  | Vratislav           | 1055–1056, 1058–1061  | Syn Břetislava I. Z údělu utekl před starším bratrem Spytihněvem II. Roku 1061 se po Spytihněvově smrti stal knížetem jako Vratislav II.        |
| 2  | Ota I. Olomoucký    | 1061–1087             | Syn Břetislava I. |
| 3  | Boleslav            | 1090–1091             | Král Vratislav II. svěří olomoucký úděl svému synovi Boleslavovi. Práva Otových potomků naopak bránil Konrád I. Brněnský.                       |
| 4  | Svatopluk Olomoucký | 1091–1107             | Synové Oty I. Olomouckého, zpočátku za ně vládla jejich matka Eufémie Uherská.                                                                  |
| 5  | Ota II. Olomoucký   | 1091–1110, 1113–1126  | Synové Oty I. Olomouckého, zpočátku za ně vládla jejich matka Eufémie Uherská. Nárokoval si český knížecí stolec, ale zemřel v bitvě u Chlumce. |
| 6  | Václav (I.)         | 1126–1130             | Syn Svatopluka Olomouckého. |
| 7  | Lupolt Olomoucký    | 1135–1137             | Syn knížete Bořivoje II. |
| 8  | Vladislav Olomoucký | 1137–1140             | Syn Soběslava I. Otec mu svěřil Olomoucko, chtěl tak potvrdit úmysl udělat Vladislava svým nástupcem v Praze.                                   |
| 9  | Ota III. Dětleb     | 1140–1160             | Syn Oty II. Olomouckého. |
| 10 | Bedřich             | 1163–1172             | Syn Vladislava II., kníže. |
| 11 | Svatopluk           | 1172–1173             | Po usmíření s otcem získal zemi, vyhnán za vlády Soběslava II.                                                                                  |
| 12 | Oldřich             | 1173–1177             | Syn Soběslava I. Pomohl bratrovi Soběslavovi II. na knížecí stolec a ten mu svěřil Olomoucko.                                                   |
| 13 | Václav II.          | 1177–1179             | Syn Soběslava I., budoucí kníže. Od bratra Soběslava II. získal olomoucký úděl a později i brněnský. V roce 1179 utekl před knížetem Bedřichem. |
| 14 | Přemysl Otakar I.   | 1179–1182             | Spravoval Olomoucko, měl titul markraběte. |
| 15 | Vladimír Olomoucký  | 1189–1192, 1194–1200? | Syn Oty III. Dětleba, bratr Břetislava Olomouckého; úděl mu svěřil Konrád Ota poté, co se stal českým knížetem.                                 |
| 16 | Břetislav Olomoucký | 1189–1192, 1194–1200? | Syn Oty III. Dětleba, úděl mu svěřil Konrád Ota poté, co se stal knížetem. Od 1194 zřejmě vládl na Břeclavsku. Měl syna Sifrida.                |